# فنیل هگزان-۲
فنیل هگزان-۲ (به انگلیسی: 2-Phenylhexane) با فرمول شیمیایی C۱۲H۱۸ یک ترکیب شیمیایی با شناسه پاب‌کم ۲۲۳۸۵ است. که جرم مولی آن ۱۶۲٫۲۷ g/mol می‌باشد. 